# قرية بيشير

قرية بيشير
قرية تركمانية شيعية كبيرة ترتبط بناحية تازة خورماتو في محافظة كركوك تقع منطقة بيشير في جنوب مدينة كركوك التركمانية وجميع سكانها من التركمان(اتراك العراق) ويتكلمون اللغة التركمانية لهجة اتراك العراق وهي منطقة قديمة وموغلة في التاريخ وجاءت تسمية بيشير من كلمتين تركمانيتين بيش وتعني خمسة ويير وتعني أرض أو منطقة لان في تلك المنطقة كانت خمسة مستوطنات قريبة إحداهما لأخرى ولا زالت اثارها باقية لحد الآن منها جمالي حيث تبعد عن بيشير الحالية شمالا ب 3 كيلومترات ومنطقة امام رضا وغيرها من المناطق المحيطة بها ولكن تلك المناطق دمرت ومن بينها بيشير الحالية عدة مرات ولم تبقى منها سوى بيشير

## تاريخ بيشير
التاريخ يظهر أن بيشير مركز مأهول قديما فقد ورد اسمه في الكشوف التي ترجع إلى القرن السادس عشر ففي سجل العقار المنظم عام 1548م كانت في بشير 89 منزلا و تسعة عزاب كما يمكن العثور على اسم بيشير في الأحداث التي وقعت في عهد نادر شاه عندما هاجم الشاه كركوك سفك الكثير من الدماء فيها بعدها اتجه بجيوشه وهاجم قرية بيشير. وتوالت المصائب على قرية بيشير في العهد الجديد حيث أقدمت نظام صدام حسين في 1982م على إعدام (100) من خيرة شباب بيشير وسجن آخرين  وتهجير أهلها وهدم القرية بالكامل وتوزيع أراضيها الزراعية البالغة (40000) أربعين ألف دونم إلى العشائر العربية بسبب كون أهالي بيشير من المذهب الجعفري (الشيعي) الموالين لآل بيت النبي (ص) ومن القومية التركمانية . وبعد عام 2003 رجعت (275)عائلة إلى قرية بيشير من العدد الكلي البالغ (1500) ألف وخمسمائة عائلة واسترداد مساحة (10000)عشرة آلاف دونم من أراضيها الزراعية البالغة (40000) أربعين ألف دونم

## جغرافية بيشير
قرية زراعية تقع إلى الجنوب الغربي من كركوك على بعد 27 كيلومتر وتبعد عن ناحية تازة خورماتو 7 كيلومترات  يمر من القرية خط سكة الحديد الذي يربط كركوك ببغداد. وتعبر نهر من جانب القرية والتي تسمى بال(خاصه).والان وبحلول عام 2013م يسكن حوالي 1500 بيت سكني وحوالي 7 مدارس و 10 مساجد وحسينيات.